# Émile Aubrun
Pour les articles homonymes, voir Aubrun.

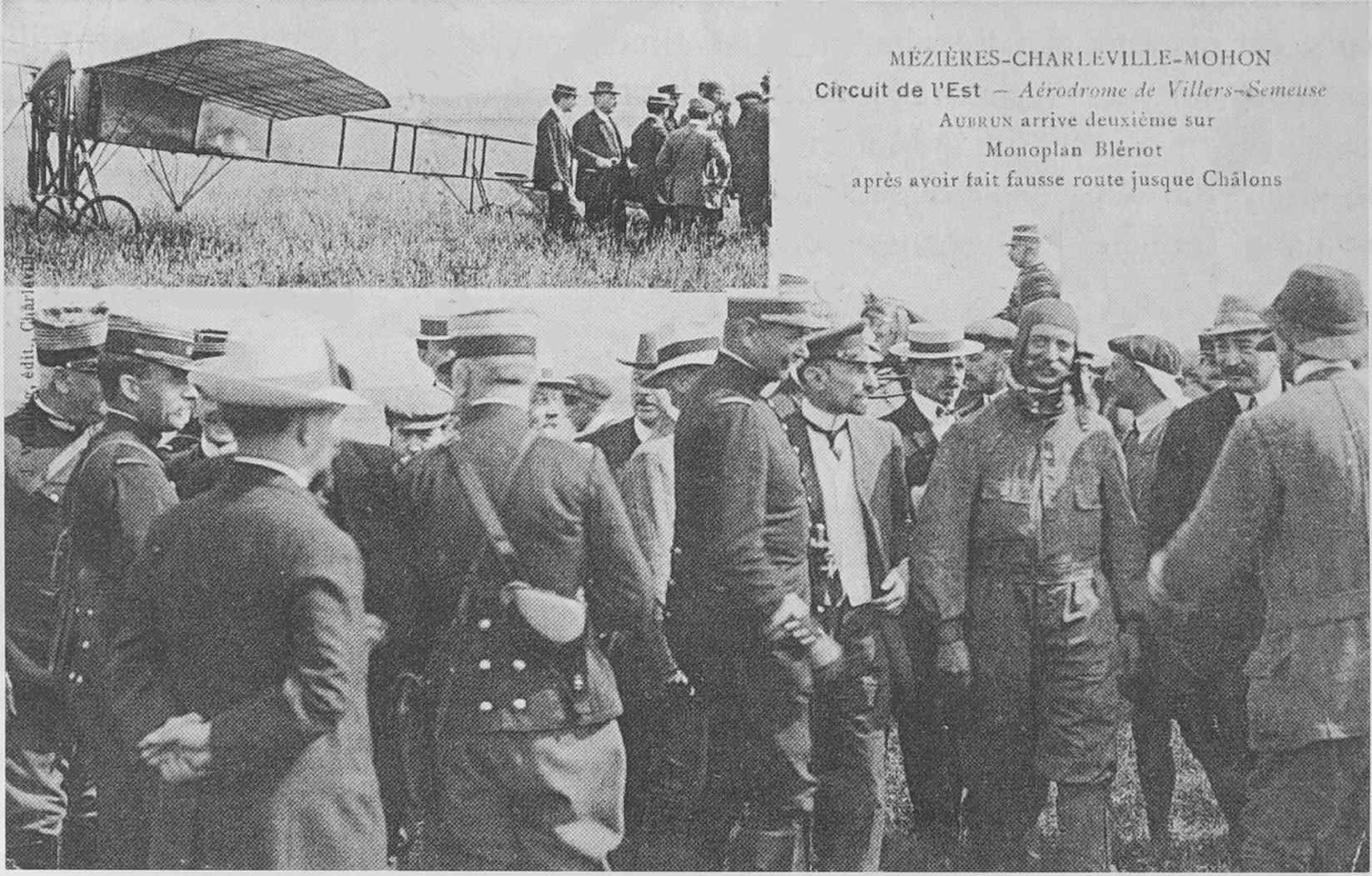
Emile Aubrun avec son casque lors du Circuit de l'Est en présence d'Alfred LeBlanc.

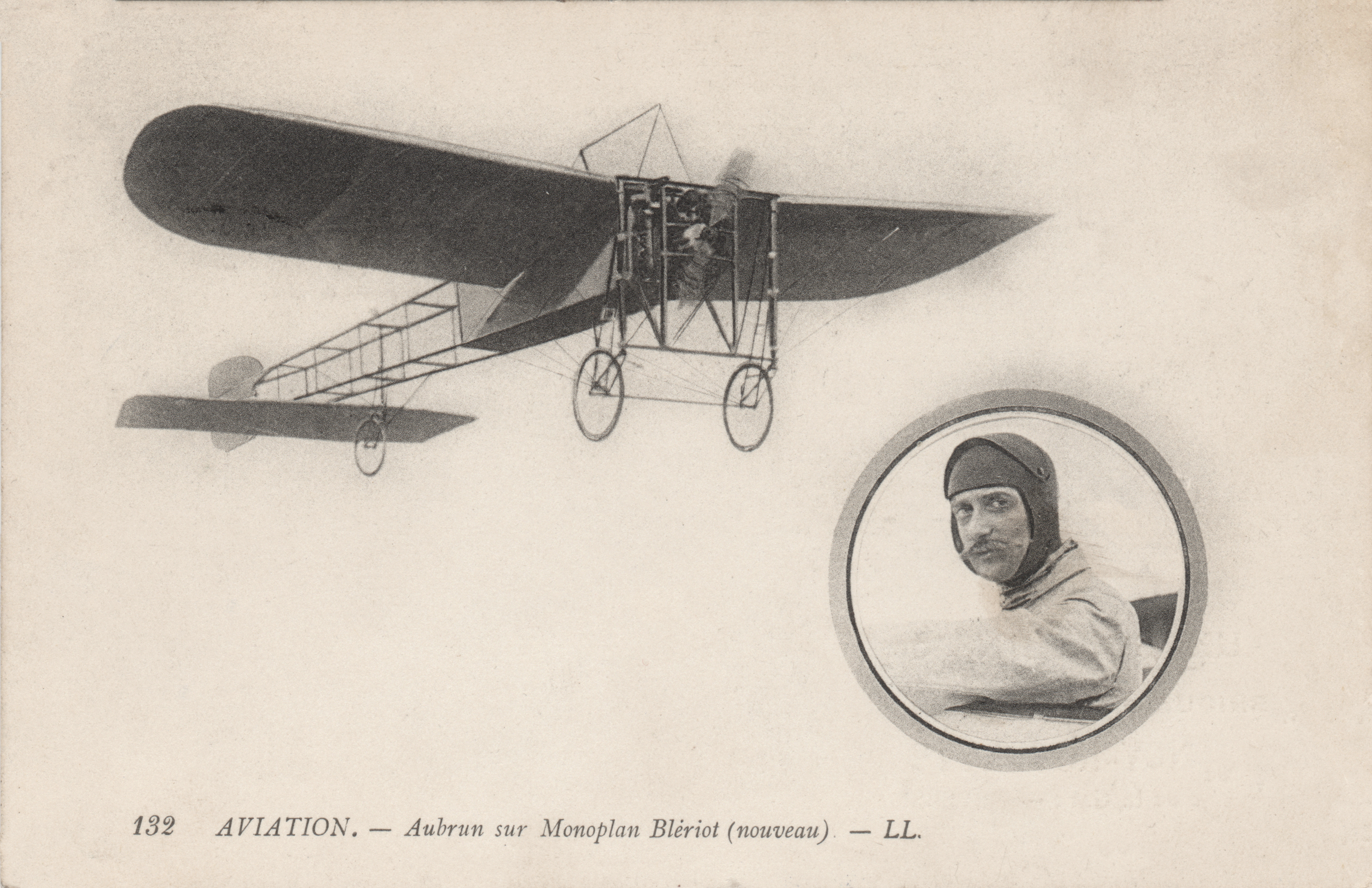
Emile Aubrun sur monoplan Blériot

Émile Aubrun, né le 25 août 1881 à Brunoy (Seine-et-Oise) et mort le 14 novembre 1967 dans le 16e arrondissement de Paris (Seine), est un pionnier français de l'aviation, qui s'est particulièrement illustré pendant la saison 1910.

## Biographie
Émile Eugène Aubrun fait ses études au collège Rollin puis à la faculté des sciences de Paris. Une chute de cheval en 1906 le détourne de sa première passion, l'équitation. En août 1909, il commande à Blériot deux appareils du type « traversée de la Manche », mais ne fait avec le premier que des essais de roulage à Issy-les-Moulineaux, avant d'expédier son matériel à Pau. Il y obtient le brevet  de pilote No 21 le 6 janvier 1910, « par un privilège qui fait honneur à son sang-froid et à son adresse, sans avoir une seule fois cassé du bois » et rend visite par la voie des airs à l'école des frères Wright, ce qui lui vaut d'être engagé sur-le-champ pour participer au premier meeting d'aviation de Buenos Aires. Il y remporte les premiers prix de vitesse, de décollage, d'altitude, de durée de vol sur la campagne et effectue le premier vol de nuit. L'Aéro-club argentin lui décerne son brevet No 1 le 20 avril 1910.
Rentré en France en mai 1910, il prend part au premier meeting d'Angers, à la deuxième Grande Semaine d'aviation de la Champagne en juillet, puis au meeting de Caen. Au Circuit de l'Est, en août 1910, il gagne la première étape, mais manque abandonner dans la troisième, ses cartes lui ayant été arrachées par un orage. Alors que, découragé, il avait remis le cap vers Paris, il se pose pour faire étape au Camp de Châlons et reçoit des soldats qui y étaient en manœuvres - outre de l'essence et des cartes de rechange - de tels encouragements qu'il décide de reprendre la course. Dans la quatrième étape, c'est Leblanc qui est forcé d'atterrir dans le mauvais temps pour demander son chemin, Aubrun tient bon :

« Je crus vraiment que c'était fini ! Le sol était invisible. Le vent faillit me renverser dans l'espace. La pluie me piquait la figure comme des poignées d'épingles. Les remous m'enfonçaient de vingt à trente mètres dans le vide. Projeté hors de mon siège, je devais me cramponner désespérément pour ne pas tomber. La sagesse commandait de ne pas insister. Je tins bon, je n'eus pas à m'en repentir. »

Leblanc et Aubrun terminent brillamment premier et second du Circuit de l'Est. Aubrun remporte ensuite de nombreux prix à la quinzaine de la Baie de Seine, puis à Bordeaux où il reçoit le grand vase de Sèvres offert par le ministère des Travaux publics. En octobre 1910, enfin, il remporte le grand Cross-Country international et quatre prix de vitesse à Belmont-Park.
En 1911, il est directeur de l'école de pilotage établie à Reims par Deperdussin, où il formera entre autres le futur général Brocard et Maurice Prévost. Il en est encore le directeur en 1913 et poursuivra sa carrière dans la construction aéronautique. Mobilisé lors de la Grande Guerre, il sert au bureau de contrôle des avions. Il travaille également après-guerre aux questions de visibilité sous-marine et du sauvetage des équipages de sous-marins.

## Honneurs
- Officier de la Légion d'honneur (1961)[8],
- Médaille d'or de la ville de Paris,
- Médaille de l'Aéro-Club de France,
- Médaille de l'aéroclub d'Argentine.